# 玉皇镇
玉皇镇，是中华人民共和国四川省绵阳市涪城区曾经下辖的一个镇。2019年12月，撤销玉皇镇，将其所属行政区域划归杨家镇管辖。

## 行政区划
玉皇镇撤销前下辖以下地区：
玉皇社区、新埝村、草堂村、团鱼村、斑竹村、坚堡梁村、任家村、鲜家坝村和老君村。